# Батерст (город, Австралия)
Батерст (англ. Bathurst) — город в Новом Южном Уэльсе, расположенный на южном берегу реки Макквари к западу от Голубых гор. Это старейшее австралийское поселение, удалённое от побережья, и старейшее поселение к западу от Большого Водораздельного хребта. Жителей на 2006 год — 29 тысяч.

## История
Город был заложен в 1815 году и, вместе с несколькими другими колониальными городами, получил своё имя в честь тогдашнего министра по делам колоний — Генри Батерста. Статус города (town) приобрёл в 1833 году. Развитие города подстегнула первая на материке «золотая лихорадка» 1851 года. В округе сохранилось много напоминаний о золотоискателях, которые хлынули в Батерст в середине XIX века.

## Современность
Современный Батерст — экономический центр развитого сельскохозяйственного региона. Через город проходит железнодорожная магистраль на Сидней. Имеются католический и англиканский соборы, колокольная башня, здание судебного присутствия (1880), переоборудованная в палеонтологический музей школа (1874), ряд особняков середины XIX века.

## География
Батерст находится на западной оконечности Большого Водораздельного хребта, на равнинах у реки Маккуори, которые также называют равнинами Батерста. Ввиду иногда случающихся наводнений в городе построены дамбы. В 3 километрах от центра Батерста расположена гора Маунт-Панорама, возвышающаяся на 877 метров над уровнем моря.
Батерст также является конечным пунктом Великого западного шоссе, ведущего к городу от Сиднея. В пределах города находятся начальные пункты двух основных магистралей: шоссе Митчелл, ведущее в Бурк и Срединно-западное шоссе, ведущее в Хэй. Город находится примерно на середине региональных маршрутов от Канберрой и Голберна до Мудги и Хантера. Батерст также расположен на Главной западной железной дороге, начинающейся в Sydney Central Station и продолжающейся на 242 километра до самого города.
Река Маккуори делит город на две части. Через реку проходят четыре автомобильных моста и два железнодорожных. Сверху вниз (по течению реки): Rail Bridge, построенный в 1876 году и закрытый в 2011 (заменен на новый бетонный мост), четырёхполосный мост Evans Bridge, открытый в 1995 году, Denison Bridge, открытый в 1870 (сейчас закрыт для перемещения автомобилей и является пешеходным мостом, внесен в список австралийского наследия), низкий мост George Street и мост Eglington Bridge.

## Спорт
С 1938 года в Батерсте расположена автотрасса «Панорама», где проходят самые популярные в Австралии автогонки «Батерст-1000». История мотоспорта в Батерсте восходит к 1911 году. При трассе действует Национальный музей автогонок.
18 февраля 2023 года в городе прошел чемпионат мира по легкоатлетическому кроссу.